# Sébastien Corchia
Sébastien Corchia (Noisy-le-Sec, 1 november 1990) is een Franse-Italiaans voetballer die bij voorkeur als rechtsback speelt. Hij tekende in juli 2017 een contract tot medio 2021 bij Sevilla FC, dat hem overnam van Lille OSC. Corchia debuteerde in 2016 in het Frans voetbalelftal.